# Охраняемый природный район Питон
Охраняемый природный район Питон (англ. Pitons Management Area) — природоохранная зона на острове Сент-Люсия, включающая два вулканических конуса: Гро-Питон (высота 798 м) и Пти-Питон (734 м). Вулканы связаны гребнем (Питон-Митан). Конусы видны из практически любой точки острова и представляют собой символ Сент-Люсии. Зона входит в список Всемирного наследия ЮНЕСКО.
Конусы расположены около города Суфриер, на юго-западе острова. Площадь территории — 2909 га. Вулканы являются потухшими, но остатки вулканической активности проявляются в наличии серных геотермальных источников. В море расположены коралловые рифы, где, в частности, водятся 168 видов рыб. В наземной части произрастают 148 видов растений, из них восемь редких.
Потухшие вулканы Питон представляют остатки более ранней вулканической системы, известной как Вулканической центр Соуфриер. Кроме двух конусов, сохранились также другие вулканические черты, включающие кратеры и застывшие лавовые потоки. Эти черты в достаточной степени иллюстрируют эволюцию вулкана, что и послужило причиной включения их в список Всемирного наследия.

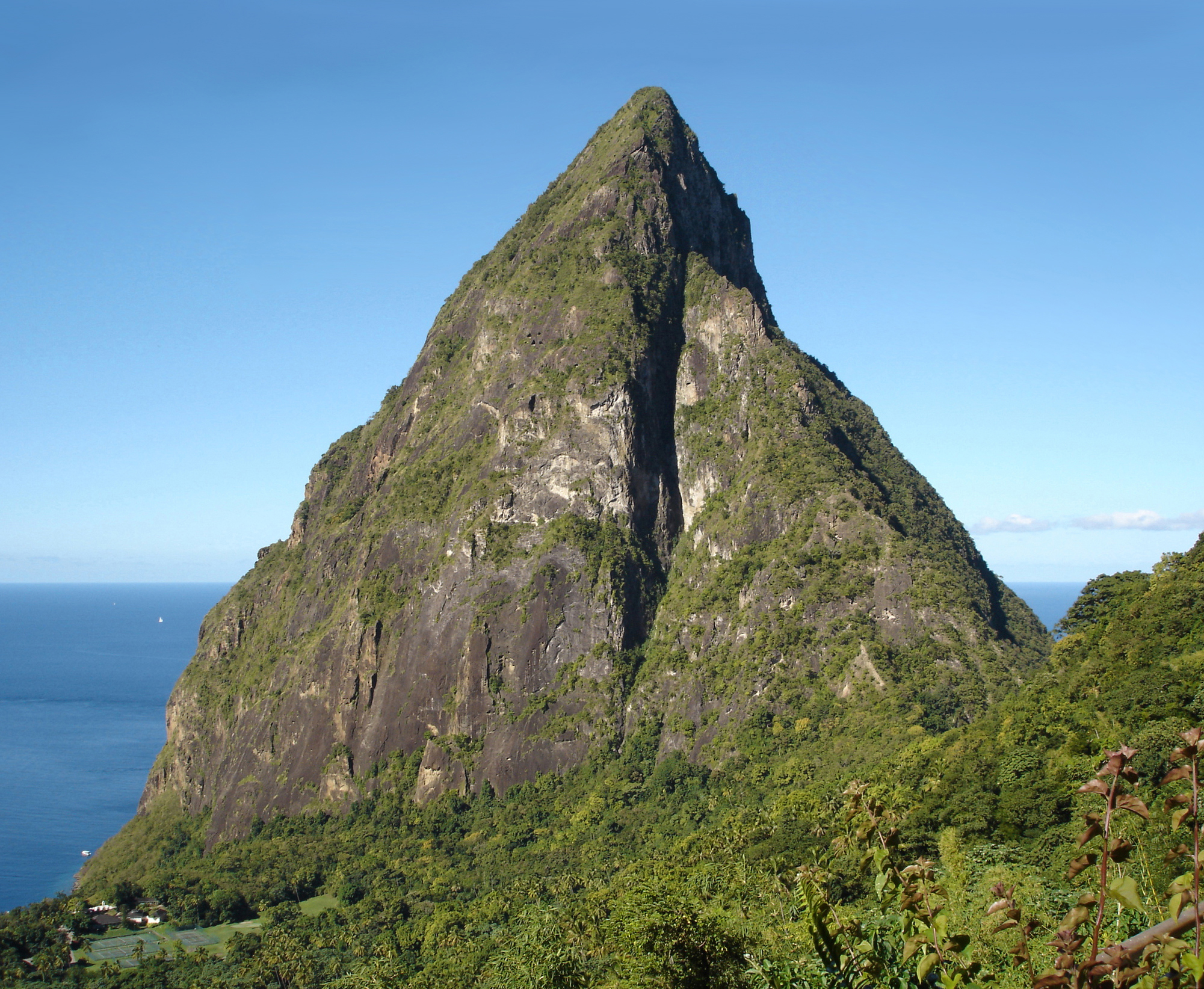
Пти-Питон
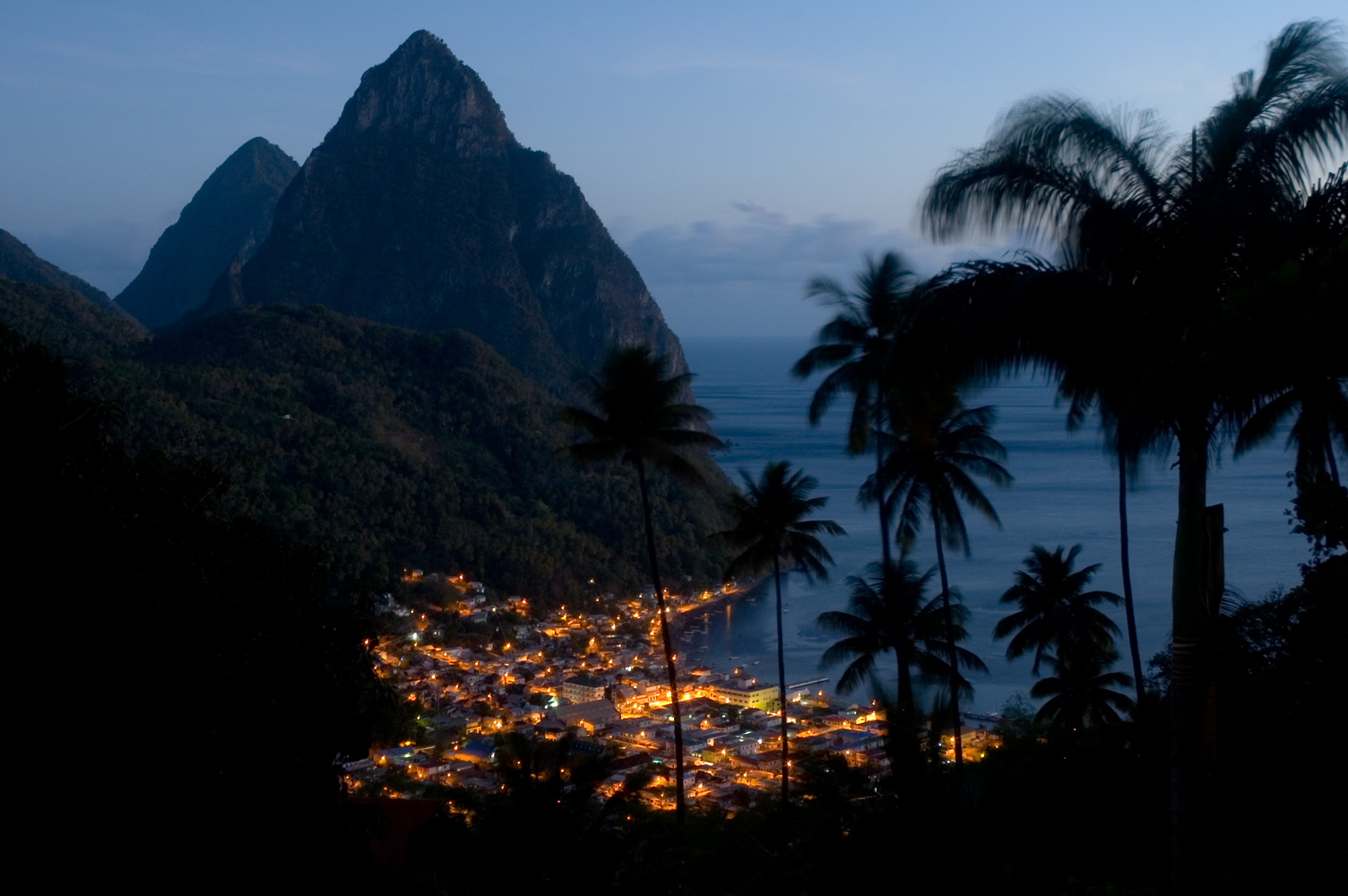
Суфриер и Питоны в сумерках
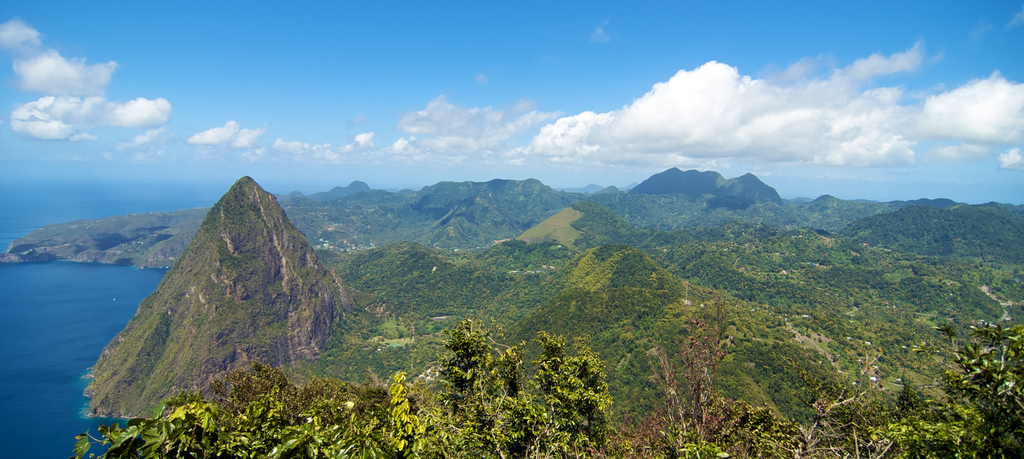
Вид с Грос-Питона на север